# Sphecodes arroyanus
Sphecodes arroyanus är en biart som beskrevs av Cockerell 1904. Sphecodes arroyanus ingår i släktet blodbin, och familjen vägbin. Inga underarter finns listade i Catalogue of Life.